# Ewangelista (działacz religijny)
Ewangelista – określenie chrześcijańskiego działacza religijnego – ordynowanego w ramach instytucji kościelnej lub nie – którego zasadniczym zadaniem jest głoszenie Ewangelii rozumianej jako kluczowy element orędzia chrześcijańskiego. Nie należy go mylić z autorami czterech Ewangelii kanonicznych (lub pism apokryficznych), czyli osobami żyjącymi na początku I wieku.

## Geneza
Najwcześniej to specyficzne pojęcie zostało rozpowszechnione w protestantyzmie nurtów ewangelikalnych, również ewangelizycmie, odnosi się je m.in. do wybitnych kaznodziejów takich jak np. Charles Grandison Finney, Billy Sunday, Billy Graham, Luis Palau, Ulrich Parzany, Corrie ten Boom. Środowiska posługujące się takim nazewnictwem odwołują się do istnienia w pierwotnym chrześcijaństwie posługi ewangelistów jako kaznodziejów głoszących treści Ewangelii (zob. np. Ef 4:11; 1 Kor 12, 28).

## Współczesność
Tę sekcję należy dopracować:

przedstawiono sytuację tylko z polskiej perspektywy – sekcja powinna być przekrojowa.
Pomóż ją poprawić. 
Poza protestantyzmem pojęcie to stosowane jest także np. w Kościele katolickim, m.in. w Ruchu Odnowy w Duchu Świętym. Na gruncie polskiego katolicyzmu często występuje określenie ewangelizator, by odróżniać go od ewangelisty jako autora księgi zawartej w Nowym Testamencie. Jedno ze źródeł w następujący sposób definiuje ewangelizatora: „Ewangelizator – ksiądz, osoba zakonna, małżonek, rodzic, świecki katecheta, każdy dojrzały chrześcijanin – to nie ideolog, czyli głosiciel jakiejś idei, ale świadek Żywego Boga, czyli tej jedynej Osoby we wszechświecie, która nie tylko nieodwołalnie kocha, ale wręcz jest miłością.”.
W ewangelicyzmie polskim występuje posługa i urząd ewangelisty w Kościele luterańskim - przejawiała się w długoletniej działalności braci ewangelistów na Górnym Śląsku oraz (zwłaszcza) Śląsku Cieszyńskim, od lat 90. pod egidą Centrum Misji i Ewangelizacji, także po różnego rodzaju kościelnych egzaminach, z ramienia władz lub misji kościelnych. Byli to ludzie głównie ze środowisk pietystycznych, będących spadkobiercami Społeczności Chrześcijańskich, zaangażowani wokół Tygodni Ewangelizacyjnych.
W roku 2024 Synod Kościoła ewangelicko-augsburskiego w RP uporządkował i ustanowił w kościelnym prawie wewnętrznym kwestie oficjalnej posługi ewangelistów (zwanych również „świeckimi kaznodziejami” lub „predykantami”) w ramach wspólnoty. Do posługi mają przygotowywać i dawać akces odpowiednie kursy oraz egzamin kościelny. W założeniach ma być to służba/praca wspierająca względem pracy księży, z poziomów od parafialnego, po ogólnokościelny.
Świadkowie Jehowy używają terminu ewangelizator, który dotyczy wszystkich prowadzących działalność ewangelizatorską (głosicieli, pionierów i misjonarzy).
Ewangelista to jeden z pięciu darów służby w eklezjologii ruchu apostolskiego.

## Ukazanie w dziełach kultury
- Wielebny Gustav Briegleb zagrany przez Johna Malkovicha w filmie Oszukana (2008)
- Wielebny Scroggins w filmie „Smażone zielone pomidory” (1991)